# Мароа (кальдера)
Кальдера Мароа является одной из нескольких крупных кальдер, расположенных в вулканической зоне Таупо на Северном острове Новой Зеландии. Размеры кальдеры Мароа составляют 16 × 25 км, она содержит не менее 70 простых и сложных вулканических куполов. Размер одиночных куполов составляет от 300 метров до 3 км в поперечнике, площадь самого крупного комплекса куполов составляет 45 км². Кальдера сформировалась около 230 000 лет назад в северо-восточном углу кальдеры Вакамару — крупнейшей в вулканической зоне Таупо. Последнее известное магматическое извержение в кальдере Мароа произошло около 14 000 лет назад, когда сформировались туфовое кольцо и вулканический купол Пукетарата. В районе кальдер Мароа и Вакамару расположены гидротермальные зоны Оракейкорако, Нгатамарики, Ротокауа и Вайракей. Перед извержением Хатепе в зоне Оракейкорако произошли мощные гидротермальные извержения.